# Nicolas Petit (facteur d'orgues)
Pour les articles homonymes, voir Nicolas Petit et Petit.
Nicolas Petit est un facteur d'orgues français, principal organier en Provence à la fin du XVe siècle.
Se disant originaire de Tours, il descend en Provence et se fixe à Carpentras. 
On lui doit la construction des orgues de :
- Tarascon, Ste Marthe en 1484

- Carpentras, cathédrale St Siffrein en 1485 et 1486

- Caromb en 1488

- Frères Prêcheurs d'Aix-en-Provence en 1489

- Avignon, St Agricol 1489 à 1492

- Narbonne, métropole St Just en 1493, orgue « à trompes » qui inaugura l'irruption de l'orgue de type septentrional dans le sud de la France, quelques années avant celui de la Cathédrale de Perpignan (1504).

Il ne reste aucun témoin objectif de ses instruments, connus uniquement par des documents d'archives.

## Source
- Norbert Dufourcq, Le Livre de l'Orgue Français, tome III, la Facture, volume 2, Picard 1975, pages 33 & 34